# Góry Seș-Meseș

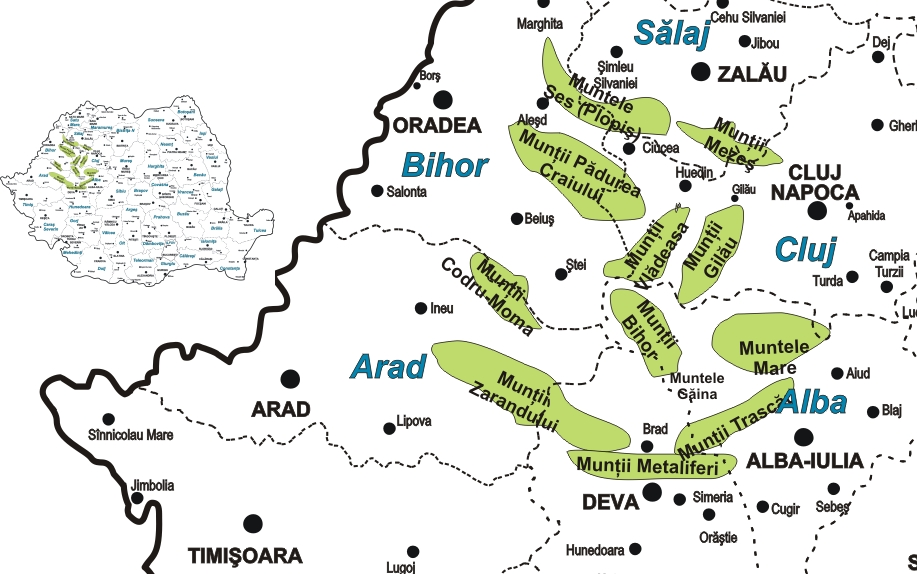
Główne pasma Gór Zachodniorumuńskich

Góry Seș-Meseș (542.4) – grupa górska w Karpatach, stanowiąca północy skraj Gór Zachodniorumuńskich. Leży w zachodniej Rumunii (w Siedmiogrodzie).
W skład grupy Gór Kereszu wchodzą dwa niewielkie pasma górskie nie łączące się bezpośrednio, a tylko promieniście odgałęziające się od tego samego Masywu Biharu – Góry Seș na zachodzie i Góry Meseș na wschodzie, rozdzielone szeroką kotliną Șimleu. Od pozostałych pasm Gór Zachodniorumuńskich dzielą grupę Seș-Meseș kotlina Vad i dolina Szybkiego Kereszu. Na wschodzie góry Meseș opadają już w Wyżynę Samoszu.
Podział Gór Seș-Meseș: 
- 542.41 Góry Seș
- 542.42 Góry Meseș
- 542.43 Kotlina Șimleu